# Scarlet Blade
Scarlet Blade (in Asien Queens Blade) war ein Massively Multiplayer Online Role-Playing Game mit Science-Fantasy-Setting des südkoreanischen Entwicklers Liveplex. Das kostenfrei spielbare PC-Spiel, das sich an eine erwachsene Zielgruppe richtete, wurde 2012 in Asien von Netmarble und 2013 im Westen von Aeria Games veröffentlicht und betrieben. Das Spiel erntete Kritik für seine besonders freizügige Darstellung der zunächst ausschließlich weiblichen Spielercharaktere. Im März 2016 wurde der Spielbetrieb eingestellt.

## Entwicklung
Erstmals angekündigt wurde das MMO des südkoreanischen Entwicklers Liveplex als Queens Blade im Dezember 2011. Ende 2012 wurde eine Veröffentlichung in Europa und Nordamerika in Zusammenarbeit mit Aeria Games unter dem Titel Scarlet Blade angekündigt. In China trat Kunlun Games, in Japan Nexon Japan als Publisher auf. Am 17. Juli 2013 startete in Europa eine Vorab-Phase für Spieler, die zuvor ein kostenpflichtiges „Gründerpaket“ kauften. Wenig später begann eine kostenfreie Closed Beta.
Ab September 2013 wurden in Partnerschaft mit ProSiebenSat.1 Games Werbespots für Scarlet Blade im deutschen Fernsehen ausgestrahlt. Ende 2013 wurde das Spiel mit einem Update um männliche Spielerfiguren ergänzt. Im Mai 2014 wurden die deutschen Spielserver aufgrund niedriger Spielerzahlen mit den englischsprachigen zusammengelegt und der deutschsprachige Support indessen eingestellt. Im Februar 2016 wurde die Einstellung des Spielbetriebs nach drei Jahren wegen Unwirtschaftlichkeit und technischer Probleme für Ende März 2016 bekanntgegeben. Seit April 2016 betreibt Vendetta Gaming Network einen Spielserver und bietet das Spiel weiterhin zum Download an.

## Rezeption
Das Spielemagazin MMORPG.com kritisierte eine entwürdigende Darstellung der ausschließlich weiblichen Spielfiguren, ein langweiliges Setting und schlechtes Gameplay, obwohl sich mitunter interessante spielerische Ansätze finden ließen. Richard Cobbett nannte Scarlet Blade in seiner Kolumne für Rock Paper Shotgun „schamlos“, „schrecklich“ und „Müll, in einem Genre, in dem es an Müll nicht mangelt“. Dessen Aufmachung sei jedoch im Vergleich mit der übertrieben sexistischen Online-Werbung für ähnliche, eigentlich weniger erotische Spiele beinahe unschuldig und stellenweise selbstironisch. Beau Hindman für Engadget lobt diverse Spieldetails, wie die Mech-Anzüge, PvP-Kämpfe, die Grafik, eine freundliche Spielerschaft und nicht zu lange Questbeschreibungen. Doch sämtliche positiven Details würden hinter der „erdrückenden, aufdringlichen, unangemessenen Gegenwart halbnackter Frauen und Kinder“ verschwinden.